# Alfred Kuhn (Sänger)
Alfred Kuhn (* 2. November 1938 in Ober-Roden (bei Offenbach am Main), Hessen; † 2. August 2024 in München) war ein deutscher Opernsänger (Bass).

## Leben
Alfred Kuhn wurde als jüngstes von sieben Kindern eines Gastwirts geboren und machte zunächst eine Ausbildung zum Textilkaufmann. Nach einem Vorsingen bei dem Tenor Franz Völker entschloss er sich, Gesang zu studieren, und ging an die Musikhochschule Frankfurt am Main, wo er hauptsächlich von Paul Lohmann unterrichtet wurde. Seine Ausbildung umfasste dort auch Sprech-, Tanz- und Fechtunterricht.
Seine Sängerlaufbahn begann er 1963 am Staatstheater Darmstadt, wo er als Trulove in The Rake’s Progress debütierte. Aber 1976 war er dort unter dem Intendanten und Regisseur Kurt Horres verpflichtet, dessen Inszenierungen ihn nachhaltig prägten. Ab 1978 folgte ein fünfjähriges Festengagement an der Deutschen Oper am Rhein. Von 1981 bis zum Ende der Spielzeit 1992/93 war er Ensemblemitglied am Staatstheater am Gärtnerplatz in München. In der Spielzeit 1981/82 sang er dort als Antrittspartie die Rolle des Sir John Falstaff in einer Neueinstudierung der Oper Die lustigen Weiber von Windsor.
Von 1983 bis 2012 gehörte er als festes Ensemblemitglied der Bayerischen Staatsoper in München an. Dort sang er u. a. Frank (Die Fledermaus), Warlaam (Boris Godunow), Graf Waldner (Arabella), Micha (Die verkaufte Braut), Fritz Kothner (Die Meistersinger von Nürnberg), Mesner (Tosca), Kuno (Der Freischütz) und Antonio (Le nozze di Figaro). Seine letzten Rollen an der Bayerischen Staatsoper waren in der Spielzeit 2012/13 der Hausherr Benoit in La Bohème und der Gefängnisdirektor Frank in Die Fledermaus. Mit der Rolle des Frank nahm er am 31. Dezember 2012 auch Abschied von der Bühne.
1991 wurde er zum Bayerischen Kammersänger ernannt.
Alfred Kuhn gastierte regelmäßig an Opernhäusern in Deutschland und im Ausland. Von 1982 bis 1984 gastierte er mehrfach an der Deutschen Oper Berlin. In der Spielzeit 1982/83 sang er dort den Falstaff in Die lustigen Weiber von Windsor. Von 1985 bis 1990 war er an der Oper Köln mit einem Gastvertrag verpflichtet. Er gastierte am Opernhaus Frankfurt, am Opernhaus Wuppertal und Staatstheater Wiesbaden.
1987 trat er am Teatro Liceu in Barcelona in Lulu auf. In der Spielzeit 1991/92 gastierte er an der Mailänder Scala als Graf Waldner in einer Neuinszenierung der Oper Arabella. 1991/92 sang er bei den Salzburger Festspielen den Antonio in Le nozze di Figaro. 1998/99 und 2003 war er an der Opéra Bastille als Bankier/Theaterdirektor in Lulu zu hören. 1998 trat er am Opernhaus von Santiago de Chile als Frank in Die Fledermaus und am Opernhaus von Nancy als Kuno in Der Freischütz auf. 2000 sang er an der Komischen Oper Berlin den Baron Mirko Zeta in einer Neuinszenierung der Operette Die lustige Witwe. In der Spielzeit 2005/06 übernahm er an der Deutschen Oper am Rhein in Duisburg die Rolle des Dorfältesten Tommaso in einer Neuinszenierung der Verismo-Oper Tiefland. Im Juni 2006 gastierte er an der Staatsoper Dresden als Graf Waldner in einer Aufführungsserie der Strauss-Oper Arabella und sang diese Rolle im Dezember 2006 auch im Rahmen der „Dresdner Festtage Richard Strauss“.
Alfred Kuhn, der vom Publikum insbesondere für die Verkörperung von komischen Charakteren und für seine darstellerische Präsenz auch in kleineren Rollen geschätzt wurde, starb im August 2024 im Alter von 86 Jahren. Die Trauerfeier für Kuhn fand am 27. September 2024 im Krematorium am Ostfriedhof München statt.

## Repertoire und Tondokumente
Alfred Kuhn sang zahlreiche Opernpartien im Rollenfach „Seriöser Bass“ und „Bassbuffo“. Dazu gehörten u. a. Daland in Der Fliegende Holländer, Rocco in Fidelio, Kezal in Die verkaufte Braut, Osmin in Die Entführung aus dem Serail, Abul Hassan in Der Barbier von Bagdad, Plumkett in Martha, Baculus in Der Wildschütz, van Bett in Zar und Zimmermann und Kaspar in Der Freischütz. Kuhn trat auch als Konzertbassist hervor.
Schallplatten mit Alfred Kuhn, auf denen seine Stimme meist in kleineren Partien dokumentiert ist, erschienen bei den Labels Orfeo (Das Liebesverbot), HMV (Elektra), Capriccio (Der Trompeter von Säckingen), Virgin (Ariadne auf Naxos, Erstfassung der Oper als Truffaldino), EMI (Friedenstag) und Koch/Schwann (Die schweigsame Frau als Vanuzzi, München 1993).